# Juan Ariza
Juan de Ariza Palomar (Motril, Granada, 11 de diciembre de 1816 - La Habana, Cuba, 20 de julio de 1876) fue un escritor español perteneciente al Romanticismo.

## Biografía
Fue hijo de familia noble y acomodada. A los cuatro años de edad murió su padre y quedó sobre la tutela de su tío Juan Fernando de Ariza, vicario de distrito, que se encargó de su educación; sus primeros poemas están dedicados a sus amigos. A los treinta y siete años trabajó en el Teatro Liceo de Motril y tres años más tarde fue a Madrid, hacia 1843, donde escribió en distintos periódicos y revistas. En 1843 aparece su primera obra conocida, A la heroica Granada. Cantos, editada en Granada; debía estar allí, porque ese año apareció una crítica teatral suya en la revista La Alhambra sobre la comedia Un novio a pedir de boca de Manuel Bretón de los Herreros, estrenada allí. Poco después está en Madrid y a partir de 1845 se da a conocer con sus primeras novelas históricas y cuentos inspirados en tradiciones populares. Una de sus novelas, Un viaje al infierno, es una sátira del Madrid de entonces y sus personajes, de nombre anagramático, pueden identificarse perfectamente. La más importante de sus novelas históricas fue El Dos de Mayo (1846), precedente directo de los Episodios nacionales de Galdós. En Madrid amistó con Ventura de la Vega y Juan Martínez Villergas. Evolucionó hacia posturas conservadoras. De 1848 a 1854 se suceden sus años más fecundos: da a luz más de veinte obras literarias y colabora con Rubí y Ventura de la Vega en la comedia Un clavo saca otro clavo, de 1850. Ese mismo año estrena su tragedia Remismunda sobre la mujer de Ataúlfo, acaso la mejor de sus piezas teatrales y donde se mezclan clasicismo y romanticismo. En 1853 estrena cuatro obras en Madrid, entre ellas la zarzuela La flor del valle con música de Luis Arche. Sus últimas obras teatrales se representan en 1854, año en que fue nombrado director general de Ultramar. En 1856 llegó a la isla de Cuba como alto funcionario del Estado. Allí desempeñó los cargos de secretario y ministro del Tribunal de Cuentas y ocupó también la vicepresidencia del Casino Español de La Habana, presidente honorario del mismo y «Voluntario» de la Compañía de Guías.  En 1867 fue nombrado Director del Diario de la Marina en  La Habana, cargo que ocupará hasta su muerte, es decir, durante nueve años. Presenció el estallido de la primera de las guerras de Cuba, la llamada guerra de los Diez Años (1868-1878); defendió apasionadamente los intereses de la España colonial. Murió en La Habana el 20 de julio de 1876.
Escribió sobre todo entre 1843 y 1854; su producción se limita a siete novelas, quince obras dramáticas y cinco cuentos infantiles, aparte de numerosas poesías y artículos periodísticos. Es importante como uno de los primeros folcloristas españoles, pues compiló relatos tradicionales en Cuentos de vieja, que puede considerarse la primera colección española de cuentos folclóricos. Conoció al actor Julián Romea y a los autores Tomás Rodríguez Rubí y Ventura de la Vega, con los cuales colaboró en alguna ocasión; también escribió alta comedia. Escribió sobre todo dramas históricos y novelas históricas, aunque también cultivó la poesía narrativa. Sus Obras líricas y dramáticas fueron editadas en México por Boix y compañía en 1851. Su producción periodística está aún por estudiar.

## Obras

### Novelas
- Un viaje al infierno, Madrid, 1848-1851
- Don Juan de Austria o Las guerras de Flandes, Madrid, 1847. Reimpresa en Madrid: Lecturas para Todos, 1933 y Madrid: Apostolado de la Prensa, 1961.
- Las tres Navidades, Madrid, 1846.
- Los dos Reyes: novela histórica, Madrid, 1845, reimpresa en 1848.
- El dos de mayo: novela histórica Madrid: Hortelano y Compañía, 1846, reimpresa en el mismo sitio e imprenta en 1849
- Antes y después Habana:Imprenta del Diario de la Marina, 1859.

### Cuentos
- Las ruinas de Sancho el Diablo. Tradición popular, Madrid, 1848.

### Poesía
- Poesías, La Habana, Imprenta Avisador Comercial:1877.
- Poesías Líricas y otros poemas de Juan de Ariza: Edición, introducción y notas de Francisco C. Ayudarte Granados. Publicación independiente: 2016, España. https://www.amazon.es/

### Teatro
- Antonio de Leiva, Madrid, 1849, reimpreso en 1855 y en Salamanca en 1870.
- Con Tomás Rodríguez Rubí y Ventura de la Vega, Un clavo saca a otro clavo. Comedia. Madrid, 1850.
- Mocedades de Pulgar, Madrid, 1847.
- El primer Girón, Madrid, 1850, reimpresa en 1868.
- Don Alonso de Ercilla, Madrid: José de Santiago, 1848
- Dios, mi brazo y mi derecho, Madrid, 1853, reimpresa en 1867.
- La Flor del valle: zarzuela; música de Luis Arche Madrid: Círculo Literario Comercial, 1853
- La fuerza de voluntad, Madrid: Círculo Literario Comercial, 1852
- Un loco hace ciento. Comedia Madrid: Círculo Literario Comercial, 1853
- La mano de Dios. Drama histórico Madrid: Círculo Literario Comercial, 1854
- El oro y el oropel. Comedia, Madrid, 1853 (reimpresa en Salamanca en 1863)
- Obras líricas y dramáticas, México: Boix y compañía, 1851
- Pedro Navarro, Madrid: Círculo Literario Comercial, 1854
- El ramo de rosas, Madrid: Círculo Literario Comercial, 1851
- Remismunda. Tragedia Madrid: Círculo Literario Comercial, 1854
- Comedias. Introducción y notas, Francisco Ayudarte Granados. Motril: Auskaría Mediterránea, 1996.

## Distinciones honoríficas
- Caballero Gran Cruz de la Orden Civil de María Victoria (14/07/1872).[1]